# Souimanga du Kilimandjaro
Cinnyris mediocris
Espèce
Statut de conservation UICN

 LC  : Préoccupation mineure
Le Souimanga du Kilimandjaro (Cinnyris mediocris) est une espèce de passereaux de la famille des Nectariniidae. C'est une espèce monotypique

## Répartition
Cet oiseau vit dans les plateaux de l'ouest du Kenya et du nord de la Tanzanie.